# Талица (приток Чикмана)
Талица — река в России, протекает по Александровскому району Пермского края. Устье реки находится в 18 км по левому берегу реки Чикман. Длина реки составляет 13 км.
Исток реки на Среднем Урале к юго-востоку от вершины Благодать (503 м НУМ). Течёт главным образом в северо-западном направлениях, течение носит горный характер. Приток — Черничная (правый). Всё течение реки проходит среди гор и холмов, покрытых таёжным лесом. Впадает в Чикман у посёлка Чикман.

## Данные водного реестра
По данным государственного водного реестра России, относится к Камскому бассейновому округу, водохозяйственный участок реки — Кама от города Березники до Камского гидроузла, без реки Косьва (от истока до Широковского гидроузла), Чусовая и Сылва, речной подбассейн реки — бассейны притоков Камы до впадения Белой. Речной бассейн реки — Кама.
Код объекта в государственном водном реестре — 10010100912111100007123.